# Oregon Central Military Wagon Road
L'Oregon Central Military Wagon Road est une route des États-Unis principalement située dans des régions isolées du Sud de l'Oregon et reliant les villes de Silver City dans l'Idaho à Eugene dans l'Oregon. Sa construction débute par l'édification d'une chaussée, le Stone Bridge, en travers du chenal marécageux reliant les lacs Hart et Crump.

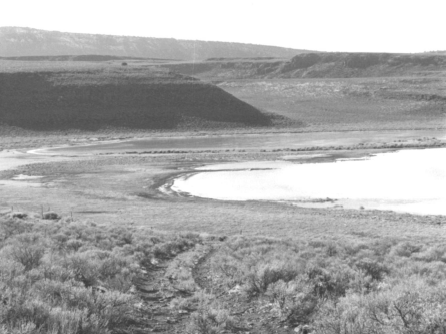
Vue du Stone Bridge (au centre en travers de l'image) pendant une période de basses eaux en 1967.

Construite par l'armée américaine de 1867 à 1872, elle se présente sous la forme d'une piste parfois rudimentaire. Dès la fin de sa construction, elle fait l'objet d'un litige entre propriétaires privés et administration fédérale qui se conclut par une décision de la Cour suprême des États-Unis en 1893. L'Oregon Central Military Wagon Road et le Stone Bridge sont inscrits au Registre national des lieux historiques en 1974.